# Bel Coll
Bel Coll es un cultivar de higuera de tipo higo común Ficus carica, bífera (con dos cosechas por temporada de brevas e higos de otoño), con higos de epidermis de color de fondo morado claro con sobre color rojizo amarillento ubicado en la zona del cuello. Se cultiva en la colección de higueras de Montserrat Pons i Boscana en Llucmajor, Islas Baleares.

## Sinonimia
- „De na Bel Coll“,[4][6][7]

## Historia
Actualmente la cultiva en su colección de higueras baleares Montserrat Pons i Boscana, rescatada de un ejemplar o higuera madre localizada en el predio de "els Plans de Ca s'Hereu" el término de Llucmajor en terreno de monocultivo de almendros. Es la única higuera de la finca, fue plantada a principios del siglo XX por Toni Coll (Martí), aprovechando el lugar más idóneo, donde más agua se embalsaba en dicha finca.
La variedad 'Bel Coll' de donde procede la estaca plantada en la colección de higueras de Monserrat Pons es una higuera dentro de un cercado de almendros, era conocida como "sa Figuera" (La higuera) entonces como cultivar desconocida, se le da el nombre actual, que es de la actual propietaria.

## Características
La higuera 'Bel Coll' es una variedad bífera de tipo higo común. Árbol de vigorosidad muy elevada, con un buen desarrollo, copa redondeada de hojas bastante espesas, ramaje esparcido hacia el suelo. Sus hojas son de 3 lóbulos en su mayoría, menos de 5 lóbulos y pocas de 1 lóbulo. Sus hojas con dientes presentes márgenes serrados poco recortados. 'Bel Coll' tiene poco desprendimiento muy elevado de higos, un rendimiento productivo elevado y periodo de cosecha prolongado. La yema apical cónica de color verde.
Los frutos de la higuera 'Bel Coll' son higos de un tamaño de longitud x anchura:38 x 43mm, con forma ovoidal tanto en brevas como en higos, que presentan unos frutos pequeños, simétricos, uniformes de dimensiones con un pequeño porcentaje de frutos aparejados así como de formaciones anormales, de unos 16,820 gramos en promedio (grandes en brevas y más pequeños en higos), de epidermis con consistencia mediana, grosor de la piel delgado de textura fina y más bien blanda, con color de fondo morado claro con sobre color rojizo amarillento ubicado en la zona del cuello. Ostiolo de 2 a 3 mm con escamas pequeñas marrón oscuras. Pedúnculo de 5 a 8 mm cónico verde claro. Grietas longitudinales finas casi ausentes. Costillas poco marcadas. Con un ºBrix (grado de azúcar) de 23 dulce en brevas (muy apreciadas) y de 18 de sabor aguazoso en higos (poco apreciados), con color de la pulpa rojo pálido. Con cavidad interna ausente, con aquenios medianos. Los frutos maduran durante un periodo de cosecha medio, de un inicio de maduración en las brevas el 18 de junio y de la cosecha principal de higos sobre el 22 de agosto a 18 de septiembre. Rendimiento productivo elevado y periodo de cosecha mediano.
Se usa como higos frescos en alimentación humana. Frescos y secos en alimentación de ganado porcino y ovino. De fácil desprendimiento y mediana facilidad de pelado. Sensibles al transporte. Poco sensibles a las lluvias y a la apertura del ostiolo.

## Cultivo
'Bel Coll', se utiliza como higos frescos en humanos, también para alimentación de ganado porcino y ovino. Se está tratando de recuperar de ejemplares cultivados en la colección de higueras baleares de Montserrat Pons i Boscana en Llucmajor.